# 李神通
李神通（577年—630年），名寿，以字行。為唐高祖李淵之從父弟。唐朝初年大臣。

## 簡傳
李神通於隋朝末年停留在京師，當時李淵與李世民等人從太原起兵，李神通與親人為了躲避官吏追捕，逃入鄠縣山區南部，與史萬寶、裴勣、柳崇禮等人舉兵響應，事後李淵授以光祿大夫，跟隨李淵一同平定京師後改授宗正卿。李氏宗親於外地響應者唯有李神通一支。
武德元年，李神通被封為鄭国公，不久改封永康郡王，再改封淮安郡王，以右翊衛大將軍一職擔任山東道安撫大使，山東地區唐軍皆受到李神通的管制。此時李氏宗親除李淵諸子以外，唯李神通勢力最大、任務最重，從李淵將山東一帶軍事委由李神通處置，可見他對李神通之信賴。
李神通攻伐竇建德，雖兵敗遭擄，卻以唐帝血親的關係被待以客禮。武德四年，竇建德失敗，李神通被授命為河北道行臺尚書左僕射，仍在撫慰山東之重任。事後與秦王李世民討伐劉黑闥，改遷左武衛大將軍。天下平定後，李神通遂少見用。
武德九年玄武門之變爆發，雖然未見李神通策劃與響應，然而李神通素與李世民相善，事發之前仍與李世民夜飲，並護送李世民返回府邸，應屬於支持李世民一派。
貞觀元年，拜開府儀同三司，賜實封五百戶。諸將相不敢論功敘勳於李神通之上，唐太宗李世民調降宗室郡王皆為縣公時，李神通亦以功勳得以不降，可見李神通的功勳及地位對於李世民節制宗室、功臣有所用處。
貞觀四年（630年），李神通薨，年五十四，追赠司空，諡曰靖。
貞觀十四年，唐太宗詔淮安王李神通與河間王李孝恭、贈陝州大行臺右僕射鄖節公殷開山、贈民部尚書渝襄公劉政會配饗唐高祖李淵廟庭。

## 李神通墓志铭
李神通墓志铭1973年出土于陕西三原县焦村的李神通墓中。墓志盖篆书“大唐故司空公上柱国淮安靖王墓志铭”。

## 家世
- 祖父 李虎
- 父 李亮，海州刺史，追封郑孝王
- 弟 李神符，襄邑郡王

有子十一人：
- 李道彥，长子，武德五年，封胶东王。武德年间，其兄弟七人皆封郡王，唐太宗执政时期，宗室郡王降爵，所以道彥等人降为公爵
  - 李敏，绵、益等七州刺史、刑部尚书、郑国公
    - 李昕，云安令
      - 李煴，太子典设郎，赠光禄卿
        - 李昌岘，□州刺史，加监门将军
        - 李昌岠，秘书监兼御史中丞、辰锦等州观察处置使，赠左散骑常侍
          - 李氏，嫁通议大夫、尚书祠部员外郎兼太常博士、上柱国、扶风县开国男韦都宾[1]

        - 李昌幽，太常博士
        - 李昌峣，乌程令
        - 李昌巙，荆南节度使、检校工部尚书，李道彦四世孙

      - 李纥，符离县令
        - 李昌嶷，江都县令
          - 李某，谯县尉
            - 李某，新繁县尉
            - 李氏，嫁儒林郎、守常州晋陵县丞赵途[2]

  - 李某，太中大夫、行剑州长史
    - 李文奖，字令德，中散大夫、检校太子左赞善大夫
- 李孝詧或李孝察[3]，次子，高密王
  - 李瑒，房忠易三州刺史，封狄道郡公
    - 李延明，中散大夫、睦饶二州司马、德赵二州长史、右卫率府郎将
      - 李氏，河南府河阳县丞、上柱国庞夷远妻

  - 李璁，广平郡公
    - 李贤善，嫁颍川陈氏[4]
- 李孝同，淄川王
  - 李璲，左衛將軍
    - 李廣業，劍州長史
      - 李國貞，字南華，本名李若幽，戶部尚書
        - 李錡，礼部尚书
          - 李师回

        - 李鎰，蘄州刺史
        - 李豐士，鄠县令
        - 李豐器，長安县尉

      - 李若冰，右金吾將軍，赠陕州大都督
        - 李銛，京兆尹、鄜坊观察使
          - 李师周，栎阳县尉
            - 李氏，嫁窦师亮

        - 李銑，殿中丞
        - 李氏，嫁韦直

  - 李璩，徐州刺史
  - 李瑱，参军事
  - 李氏，嫁左卫郎将检校左武卫将军上骑都尉于谦
- 李孝慈，廣平郡王
- 李孝本，河間郡王
- 李孝友，尚书左丞
  - 李珍，工部尚书
    - 李楚卿，邛州刺史、御史中丞
- 李孝節，清河郡王，灵州都督
  - 李頊，清河郡开国公、汝州刺史
    - 李延辉，袭清河郡开国公、扶风令、蒲州刺史
      - 李伯成，袭清河郡开国公、宋州刺史
        - 李邰，字元平
        - 李郧
        - 李郃

  - 李琬，幽州都督
  - 李瑜，鄭州刺史
    - 李昇，光祿卿
      - 李遘
      - 李逞，房州刺史

    - 李暠，武都郡公、吏部尚書
      - 李造，起居舍人
      - 李逈，乾元令
        - 李许，右威卫录事
          - 李凝，陇西县君，嫁太子率更令武恭[5]

    - 李暈，太僕卿
      - 李遵，太子少傅、鄭國公
        - 李謂，字伯英，太常少卿
        - 李诵
        - 李諲
        - 李谔

      - 李遇，御史中丞、東畿採訪使
        - 李說，字巖甫，河東節度使
          - 李公敏，太子通事捨人
          - 李公度，朔方節度使
          - 李公輔
          - 李公佐，千牛备身
          - 李公宥

      - 李勛，絳州刺史、祕書少監
        - 李真宰

      - 李進，兵部侍郎
        - 李少和，江西觀察使
- 李孝義，膠西郡王、司农卿
  - 李璥，襲公，南州司馬
    - 李孟犨（677年—731年），字公悅，泗州刺史。妻清河崔氏（684年—756年），父崔惟明
      - 李權，金州刺史
        - 李平钧，次子，朝散大夫、江陵府长林县令、充荆南观察支使、赐鱼袋[6]

      - 李衡，次子，清漳尉。夫人彭城刘氏（714年—771年三月），左散骑常侍刘知几女
        - 李灵钧，南郑县尉
        - 李君求，吴县尉

      - 李樞，檢校虞部員外郎、兼侍御史
      - 李軫，歙州別駕
      - 李房，渭南令
        - 李萬鈞
          - 李磵，字耀山

        - 李千鈞，左赞善大夫
          - 李磁，字景山
          - 李蟾，初名○，尚书比部郎中
            - 李庆复，李蟾季弟之子出继

          - 李蚡，字漢山，工部郎中、邓州刺史
            - 李廷璧，字冠祥

          - 李蠙，字懿川，尚书左司郎中
            - 李昭裔，字延誨
            - 李昭業，字延章
            - 李昭圖，字延○

        - 李仁鈞
          - 李硎，字次山
          - 李礎

      - 李翼，字則之，宗正卿、太子賓客、隴西縣子
        - 李洪钧（751年—755年8月4日），字家奴，长子，单父县令
          - 李氏，嫁张正则

        - 李良鈞，大理評事
        - 李正鈞，陸渾尉
        - 李執鈞
        - 李臣鈞，左千牛衛兵曹參軍
        - 李直鈞，一子出身
        - 李禼
          - 李汧国

        - 李饶，字万德，嫁薛丹[7]

    - 李仲犨，中散大夫，赠曹州刺史
      - 李融，御史大夫、河南都统副大使
        - 李成钧，同州文学[8]
          - 李跗
          - 李谔
          - 李佐

  - 李璬，朝散大夫、易州司马、秘书省秘书郎
    - 李光远，朝散大夫、馆陶县令[9]
      - 李令昚，同州河西县主簿
      - 李令备，同州韩城县尉
      - 李全艺，杭州余杭县令、尚书主客郎中
        - 李敬叔，从事
          - 李肃成，浚仪县令
            - 李允修，常宁县令
              - 李又玄，侍御史、内供奉、统度支鄜延院[10]
                - 李罕，进士
                - 李途，右内率府录事参军
                - 李革
                - 李澣，进士[11]
- 李孝锐，鹽州刺史
  - 李璟，陇州司仓，赠弘农郡太守
    - 李齊物，刑部尚書
      - 李復，鄭滑節度使、檢校右僕射，赠太尉
        - 李燕卿，江陵府参军
          - 李公敏，邕管经略招讨处置等使、御史中丞，赠户部尚书
            - 李涣，朝议大夫、守中书舍人、柱国、赐紫金鱼袋，赠尚书礼部侍郎[12]
              - 李璩，进士
              - 李小师

            - 李濛，邠宁庆等州观察支使、监察御史里行
            - 李沆，浙江西道都团练判官、文林郎、试大理评事、柱国

      - 李條，字堅，司農少卿
        - 李昌

    - 李齐之，银青光禄大夫、延王傅、上柱国[13]
      - 李惟岳，大理评事
      - 李闎，左金吾兵曹参军
      - 李闲，右金吾录事
      - 李闵，左卫率府兵曹
      - 李惟典，左清道率府仓曹
      - 李惟微，凉王府参军
        -           - 李齐之另有重孙李钿，左金吾卫兵曹参军

  - 李琇，字琇，淮安忠公、宗正卿
    - 李齊晏，陝王府戶曹參軍
    - 李齊古，少府監
    - 李暐，文部侍郎
      - 李汶，御史中丞

    - 李曄，刑部侍郎
    - 李旴，符寶郎
- 李孝逸，梁郡公，给事中
  - 李璪，左骁卫大将军
    - 李兴，朝请大夫、太子仆[14]
      - 李陶，深州别驾
- 李孝廉，越州都督、容州都督
  - 李珽
  - 李珣，朝议大夫、左屯卫录事
    - 李乔卿，朝议郎、守魏州司马、上柱国[15]
      - 李鄗，恒王府参军

  - 李琮[16]
    - 李仲卿，太子洗马
      - 李宏，舒州长史
        - 李蒙，婺州录事参军
          - 李温，字端，嫁韓皋[17]

有女：有史可查者一人
- 李氏（619年—673年），封怀德县主，夫司马缄

七世孙李暨，亳绛郑三州刺史、光禄卿，赠右散骑常侍，妻王玄之，堂舅李蠙，李暨生李知止，字谦永，妻张洞容，李知止生绛郎、村郎、秦郎。

## 延伸阅读
[在维基数据编辑]
 《舊唐書·卷60》，出自刘昫《舊唐書》
 《新唐書·卷078》，出自《新唐書》